# Międzylesie (Dobre Miasto)
Międzylesie (deutsch Schönwiese) ist ein Dorf in der polnischen Woiwodschaft Ermland-Masuren. Es gehört zur Stadt-und-Land-Gemeinde Dobre Miasto (Guttstadt) im Powiat Olsztyński (Kreis Allenstein).
|  |

## Geographische Lage
Międzylesie liegt im nördlichen Westen der Woiwodschaft Ermland-Masuren, 18 Kilometer südwestlich der früheren Kreisstadt Heilsberg (polnisch Lidzbark Warmiński) bzw. 21 Kilometer nördlich der heutigen Kreismetropole und auch Woiwodschaftshauptstadt Olsztyn (deutsch Allenstein).

## Geschichte
Das alte Kirchdorf Schönwiese wurde 1346 gegründet. Im Jahre 1874 kam die Landgemeinde Schönwiese zum neu errichteten Amtsbezirk Noßberg (polnisch Orzechowo) im ostpreußischen Kreis Heilsberg im Regierungsbezirk Königsberg. 565 Einwohner zählte Schönwiese im Jahre 1910.
Am 30. September 1929 wurde das Forstgehöft Zweiteichen (polnisch Stawno) aus dem Forstgutsbezirk Wichertshof (polnisch Wichrowo) im gleichnamigen Amtsbezirk nach Schönwiese im Amtsbezirk Noßberg umgegliedert.
Die Einwohnerzahl Schönwieses belief sich im Jahre 1933 auf 501 und im Jahre 1939 auf 496.
In Kriegsfolge wurde im Jahre 1945 das gesamte südliche Ostpreußen an Polen abgetreten. Schönwiese erhielt die polnische Namensform „Międzylesie“ und ist heute eine Ortschaft innerhalb der Gmina Dobre Miasto (Stadt-und-Land-Gemeinde Guttstadt) im Powiat Olsztyński (Kreis Allenstein), von 1975 bis 1998 der Woiwodschaft Olsztyn, seither der Woiwodschaft Ermland-Masuren zugehörig.

## Religion

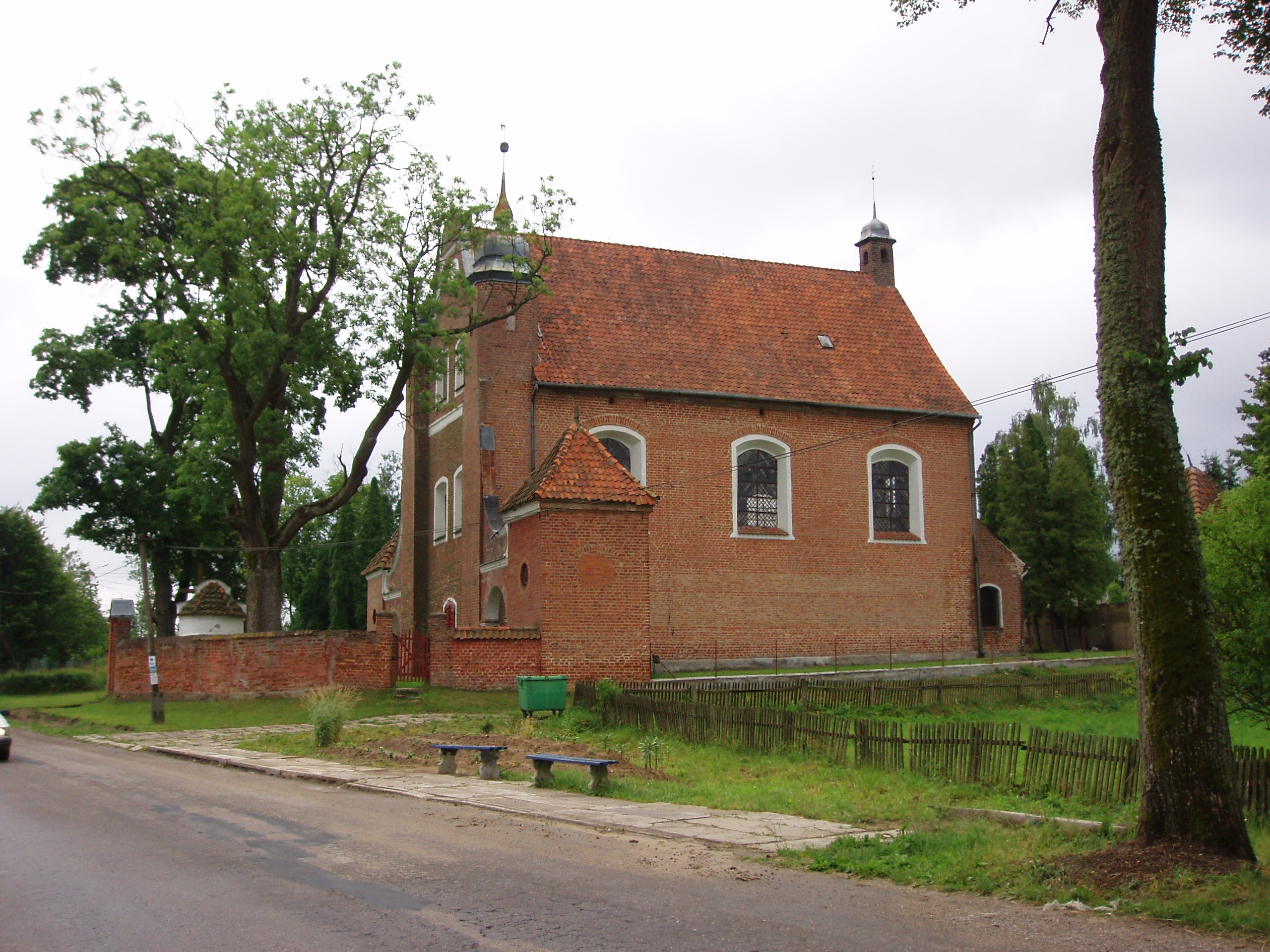
Die Heilig-Kreuz-Kirche in Międzylesie

Schönwiese resp. Międzylesie ist ein altes Kirchdorf, das schon im 14. Jahrhundert bestand. Die barocke Wallfahrtskirche steht jetzt an der Stelle eine 1722/23 errichteten Kapelle, die als Sühne für eine 1713 durch angetrunkene drei Männer vorgenommene Verspottung und Schändung eine Kruzifixes erbaut wurde. Die drei Bauernknechte wurden hingerichtet.
Die heutige Kirche wurde 1752/53 errichtet. Sie hatte seit 1755/56 zwei Türme mit doppelten Zwiebelhauben. Um 1775 entstanden die vier Eckkapellen.

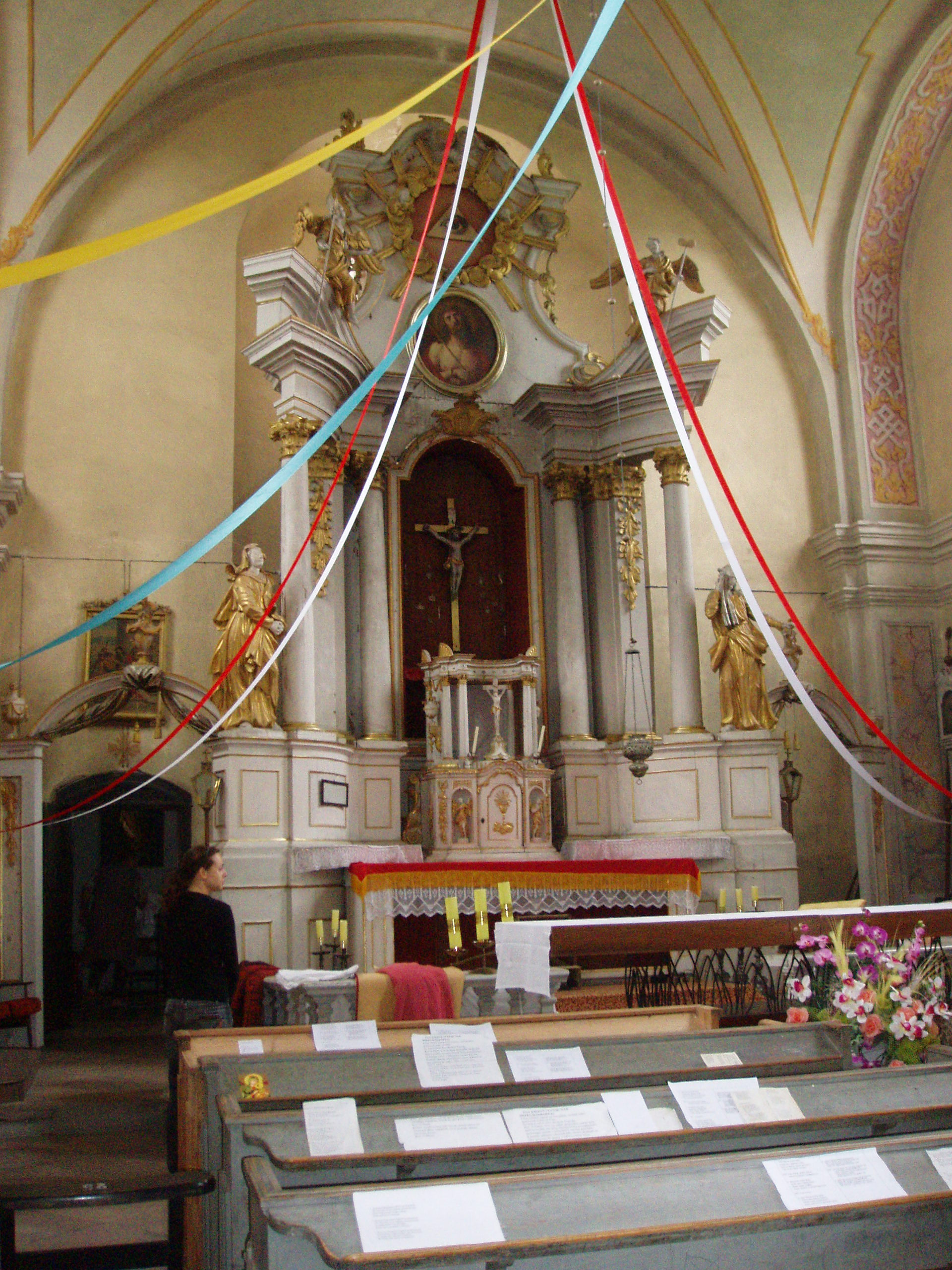
Der Hochaltar von 1780

Im Hochaltar von 1780 aus der Werkstatt von Christian Bernhard Schmidt aus Rößel (polnisch Reszel) befindet sich noch das 1713 geschändete Kruzifix.
Die Heilig-Kreuz-Kirche in Międzylesie ist eine Filialkirche der römisch-katholischen Pfarrei in Orzechowo (Noßberg). Diese gehört zum Dekanat Dobre Miasto im Erzbistum Ermland.
Bis 1945 war Schönwiese auch Kirchspielort der damaligen evangelischen Kirche Guttstadt in der Kirchenprovinz Ostpreußen der Kirche der Altpreußischen Union. Heute ist Międzylesie der Diözese Masuren der Evangelisch-Augsburgischen Kirche in Polen zugeordnet.

## Verkehr
Międzylesie liegt an der verkehrstechnisch bedeutenden Woiwodschaftsstraße 593, die die Städte Miłakowo (Liebstadt), Dobre Miasto (Guttstadt) und Reszel (Rößel) miteinander verbindet.
Eine Bahnanbindung besteht nicht.

## Persönlichkeit
- Franz Goldau (1887–1945), deutscher Landwirt, Gutsbesitzer und auch Politiker (DNVP, CNBL), erwarb im Jahre 1911 das Schulzengut in Schönwiese